# Альто-Парагвай
А́льто-Парагва́й (исп. Alto Paraguay) — департамент Парагвая с административным центром в городе Фуэрте-Олимпо. В 1992 году департамент Чако объединили с Альто-Парагвай, воссоздавая тем самым территорию департамента Олимпо, существовавшего до 1945 года.

## Природа и национальные парки

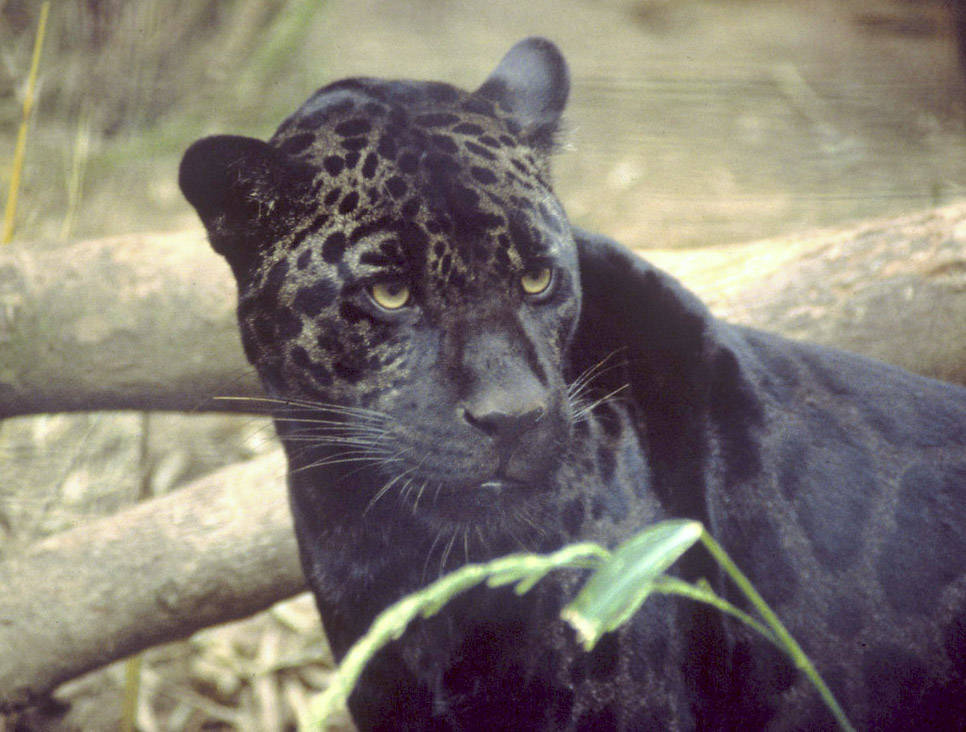
Ягуар в одном из национальных парков Альто-Парагвая

Альто-Парагвай содержит большое количество разнообразных природных ресурсов, и именно поэтому в этом регионе расположены несколько национальных парков, каждый со своими особенностями. Дефенсорес-дель-Чако — крупнейший национальный парк Парагвая. Здесь находится холм Серро-Леон, который является самой высокой точкой в северной части Парагвая. Сухой климат является оптимальным для различных видов кактусов. Другой парк в этом департаменте, национальный парк Рио-Негро, находится на территории с несколькими небольшими озерами, здесь ареал большей части фауны Альто-Парагвая. Другие национальные парки, Коронель-Кабрера и Човорека, находятся на засушливых территориях.

## Административное деление

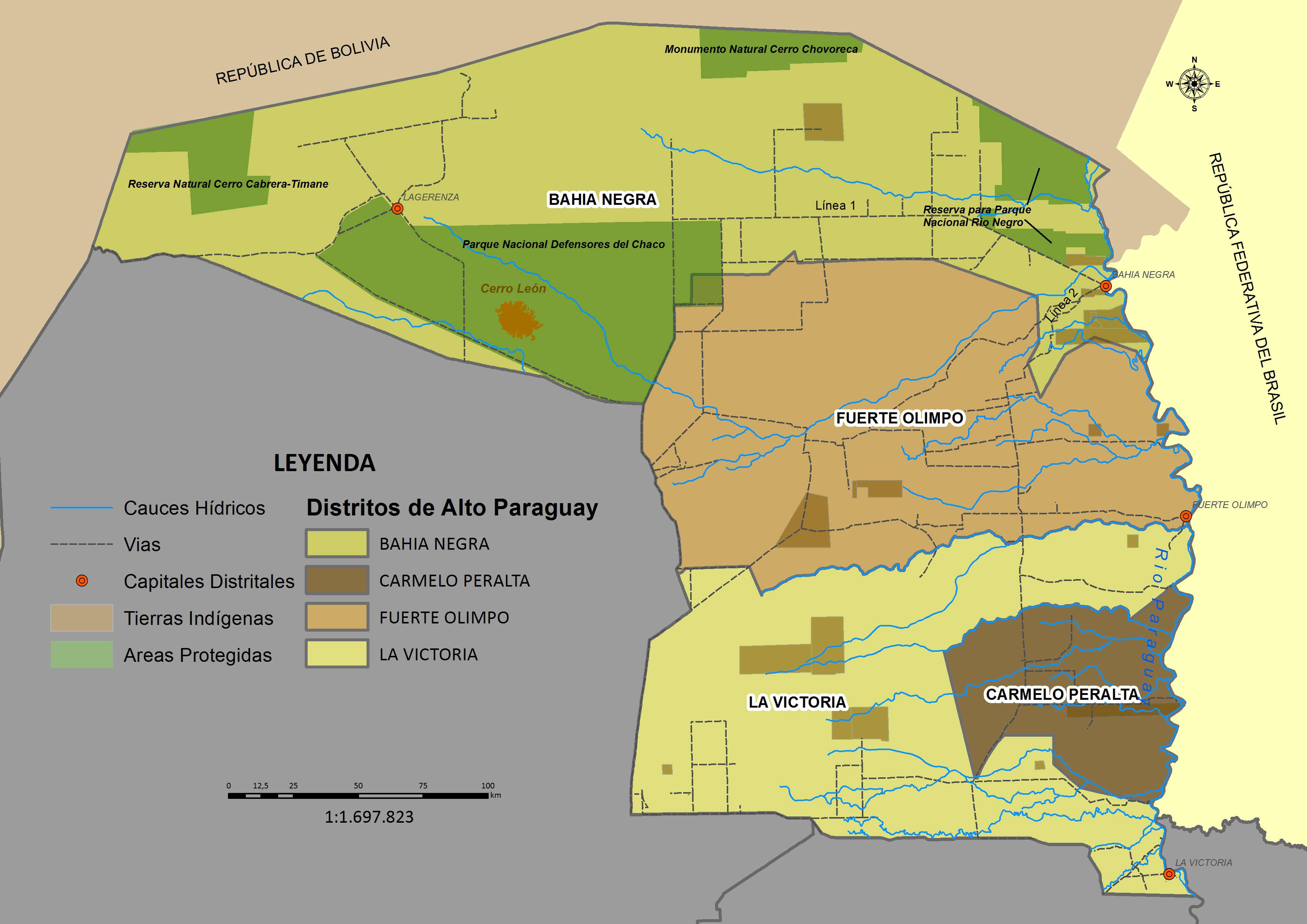
Округа департамента Альто-Парагвай.

| № | Округа                                             | Площадь км² | Население чел. (2011) |
| - | -------------------------------------------------- | ----------- | --------------------- |
| 1 | Бахия-Негра (Bahía Negra)                          | 35 057      | 3 510                 |
| 2 | Капитан-Кармело-Перальта (Capitán Carmelo Peralta) | 4 798       | 3 926                 |
| 3 | Фуэрте-Олимпо (Fuerte Olimpo)                      | 24 271      | 6 526                 |
| 4 | Пуэрто-Касадо (Puerto Casado)                      | 18 223      | 7 072                 |
|   | Всего                                              | 82 349      | 21 034                |